# Robert Hennet
Robert Joseph Charles Hennet, född 22 januari 1886, död 1930, var en belgisk fäktare.
Hennet blev olympisk guldmedaljör i värja vid sommarspelen 1912 i Stockholm.